# Lista președinților Statelor Unite ale Americii după longevitate
Această pagină este o listă a președinților Statelor Unite ale Americii aranjați în ordinea descrescătoare a longevității lor. Dacă unele persoane sunt în viață, atunci longevitatea este actualizată automat.

Două moduri de a măsura longevitatea au fost alese. Una măsoară absolut toate zilele de la nașterea fiecărui președinte, ținând cont de ziua suplimentară a anilor bisecți. A doua metodă măsoară anii calendaristici la care adaugă numărul de zile scurse de la împlinirea unui număr fix de ani până în ziua decesului, respectiv până la data curentă, în cazul celor șase președinți ai Statelor Unite care sunt în viață. 
| Ordine | Președinte            | Data nașterii      | Data decesului     | Longevitate (în zile) | Longevitate (în ani și zile) |
| ------ | --------------------- | ------------------ | ------------------ | --------------------- | ---------------------------- |
| 1      | Jimmy Carter          | 1 octombrie 1924   | 29 decembrie 2024  | 36.614                | 100 a 90 z                   |
|        |                       |                    |                    |                       |                              |
| 2      | George H. W. Bush     | 12 iunie 1924      | 30 noiembrie 2018  | 34.504                | 94 a 171 z                   |
| 3      | Gerald Ford           | 14 iulie 1913      | 26 decembrie 2006  | 34.133                | 93 a 165 z                   |
| 4      | Ronald Reagan         | 6 februarie 1911   | 5 iunie 2004       | 34.088                | 93 a 120 z                   |
| 5      | John Adams            | 30 octombrie 1735  | 4 iulie 1826       | 33.108                | 90 a 247 z                   |
| 6      | Herbert Hoover        | 10 august 1874     | 20 octombrie 1964  | 32.943                | 90 a 71 z                    |
|        |                       |                    |                    |                       |                              |
| 7      | Harry S. Truman       | 8 mai 1884         | 28 decembrie 1972  | 32.373                | 88 a 232 z                   |
| 8      | James Madison         | 16 martie 1751     | 28 iunie 1836      | 31.139                | 85 a 93 z                    |
| 9      | Thomas Jefferson      | 13 aprilie 1743    | 4 iulie 1826       | 30.386                | 83 a 82 z                    |
| 10     | Joe Biden             | 20 noiembrie 1942  |                    | 30.053                | 82 a 103 z                   |
| 11     | Richard Nixon         | 9 ianuarie 1913    | 22 aprilie 1994    | 29.688                | 81 a 103 z                   |
| 12     | John Quincy Adams     | 11 iulie 1767      | 23 februarie 1848  | 29.446                | 80 a 227 z                   |
|        |                       |                    |                    |                       |                              |
| 13     | Martin Van Buren      | 5 decembrie 1782   | 24 iulie 1862      | 29.085                | 79 a 231 z                   |
| 14     | Donald Trump          | 14 iunie 1946      |                    | 28.751                | 78 a 262 z                   |
| 15     | George W. Bush        | 6 iulie 1946       |                    | 28.729                | 78 a 240 z                   |
| 16     | Bill Clinton          | 19 august 1946     |                    | 28.685                | 78 a 196 z                   |
| 17     | Dwight Eisenhower     | 14 octombrie 1890  | 28 martie 1969     | 28.654                | 78 a 165 z                   |
| 18     | Andrew Jackson        | 15 martie 1767     | 8 iunie 1845       | 28.574                | 78 a 85 z                    |
| 19     | James Buchanan        | 23 aprilie 1791    | 1 iunie 1868       | 28.163                | 77 a 39 z                    |
| 20     | Millard Fillmore      | 7 ianuarie 1800    | 8 martie 1874      | 27.088                | 74 a 60 z                    |
| 21     | James Monroe          | 28 aprilie 1758    | 4 iulie 1831       | 26.729                | 73 a 66 z                    |
| 22     | William H. Taft       | 15 septembrie 1857 | 8 martie 1930      | 26.471                | 72 a 174 z                   |
| 23     | John Tyler            | 29 martie 1790     | 18 ianuarie 1862   | 26.227                | 71 a 295 z                   |
| 24     | Grover Cleveland      | 18 martie 1837     | 24 iunie 1908      | 26.030                | 71 a 98 z                    |
| 25     | Rutherford Hayes      | 4 octombrie 1822   | 17 ianuarie 1893   | 25.673                | 70 a 105 z                   |
|        |                       |                    |                    |                       |                              |
| 26     | William Harrison      | 9 februarie 1773   | 4 aprilie 1841     | 24.890                | 68 a 54 z                    |
| 27     | George Washington     | 22 februarie 1732  | 14 decembrie 1799  | 24.756                | 67 a 295 z                   |
| 28     | Benjamin Harrison     | 20 august 1833     | 13 martie 1901     | 24.676                | 67 a 205 z                   |
| 29     | Woodrow Wilson        | 28 decembrie 1856  | 3 februarie 1924   | 24.507                | 67 a 37 z                    |
| 30     | Andrew Johnson        | 9 decembrie 1808   | 31 iulie 1875      | 24.320                | 66 a 214 z                   |
| 31     | Zachary Taylor        | 24 noiembrie 1784  | 9 iulie 1850       | 23.967                | 65 a 227 z                   |
| 32     | Franklin Pierce       | 23 noiembrie 1804  | 8 octombrie 1869   | 23.695                | 64 a 319 z                   |
| 33     | Lyndon B. Johnson     | 27 august 1908     | 22 ianuarie 1973   | 23.524                | 64 a 148 z                   |
| 34     | Barack Obama          | 4 august 1961      |                    | 23.221                | 63 a 211 z                   |
| 35     | Ulysses S. Grant      | 27 aprilie 1822    | 23 iulie 1885      | 23.098                | 63 a 88 z                    |
| 36     | Franklin D. Roosevelt | 30 ianuarie 1882   | 12 aprilie 1945    | 23.082                | 63 a 72 z                    |
| 37     | Calvin Coolidge       | 4 iulie 1872       | 5 ianuarie 1933    | 22.099                | 60 a 185 z                   |
| 38     | Theodore Roosevelt    | 27 octombrie 1858  | 6 ianuarie 1919    | 21.985                | 60 a 71 z                    |
|        |                       |                    |                    |                       |                              |
| 39     | William McKinley      | 29 ianuarie 1843   | 14 septembrie 1901 | 21.412                | 58 a 228 z                   |
| 40     | Warren Harding        | 2 noiembrie 1865   | 2 august 1923      | 21.091                | 57 a 273 z                   |
| 41     | Chester Arthur        | 5 octombrie 1829   | 18 noiembrie 1886  | 20.863                | 57 a 44 z                    |
| 42     | Abraham Lincoln       | 12 februarie 1809  | 15 aprilie 1865    | 20.516                | 56 a 62 z                    |
| 43     | James Polk            | 2 noiembrie 1795   | 15 iunie 1849      | 19.583                | 53 a 225 z                   |
|        |                       |                    |                    |                       |                              |
| 44     | James Garfield        | 19 noiembrie 1831  | 19 septembrie 1881 | 18.202                | 49 a 304 z                   |
| 45     | John F. Kennedy       | 29 mai 1917        | 22 noiembrie 1963  | 16.978                | 46 a 177 z                   |

- Media longevității celor 40 de președinți decedați este de aproximativ 26.359 de zile (72 de ani și 2 luni), situându-se între pozițiile 22 și 23 (Taft și Tyler).
- Jimmy Carter a devenit cel mai longeviv președinte la 21 martie 2019, când l-a depășit pe George H. W. Bush.